# Abbath Doom Occulta
Olve Eikemo (født 27. juni 1973, Bergen, Norge), bedre kendt som Abbath Doom Occulta, er en norsk sangskriver, sanger, guitarist, bassist, trommeslager og en af hovedmændene bag det kendte black metal-band Immortal. Før han dannede Immortal, spillede Abbath bas i det tidlige norske ekstremmetal-band Old Funeral sammen med det senere Immortal-medlem Demonaz og Varg Vikernes, som senere dannede Burzum (selvom de ikke alle var i bandet på samme tid). Mens han spillede med Old Funeral kom Abbath også med i Demonaz' band Amputation, som senere skiftede navn til Immortal. Han spiller også bas i Demonaz' eget band.
Selvom han ikke primært er trommeslager, er han også kendt for at være overraskende god på trommer og bruger endda tenikker såsom blast beats og dobbelt stortromme (som det kan høres på de to Immortal-album Pure Holocaust og Battles In The North).